# Wendalinusbasilika

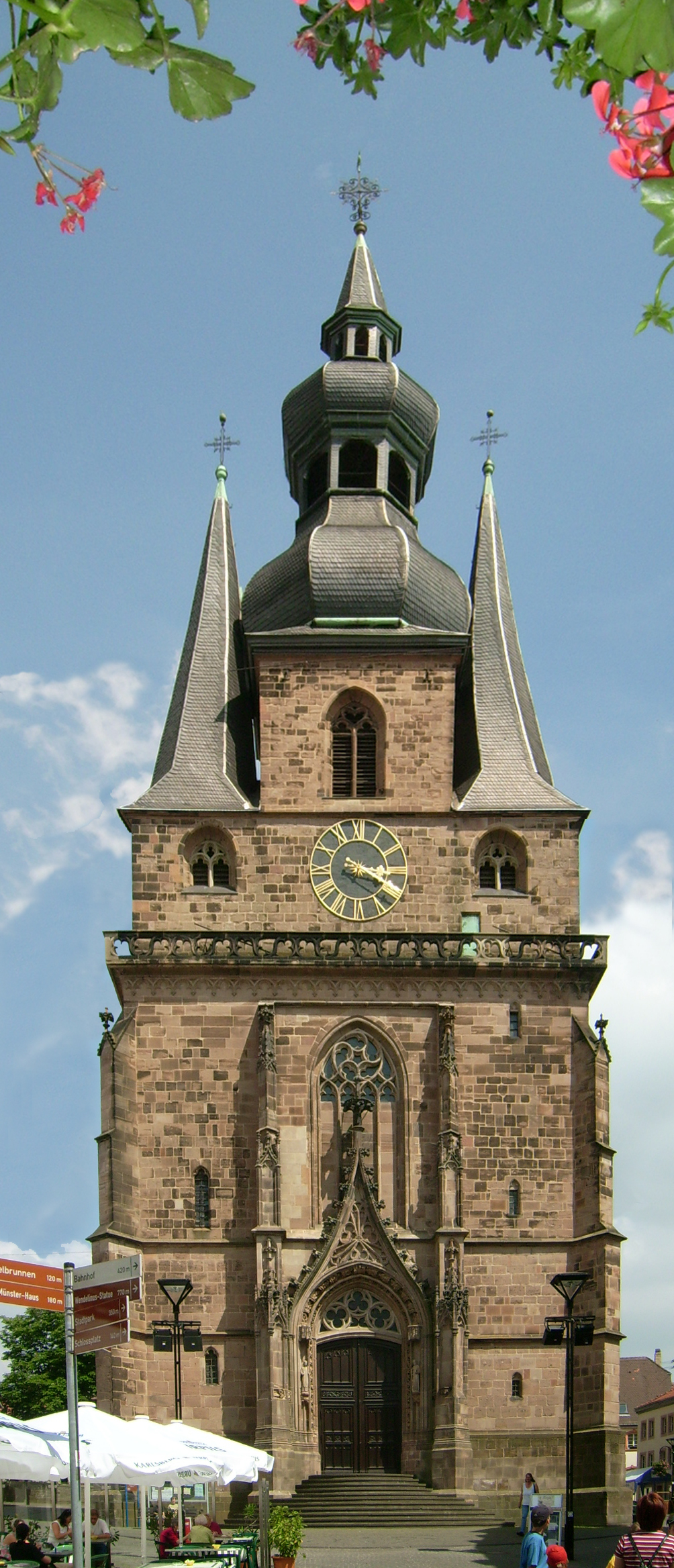
Wendalinusbasilika

Die Wendalinusbasilika, auch Wendelsdom genannt, ist eine in der Oberstadt von St. Wendel im Saarland gelegene spätgotische Hallenkirche aus dem 14. Jahrhundert mit dem Grabmal des heiligen Wendelin. Die Basilika mit ihren Gewölbemalereien zählt zu den herausragenden Sakralbauten des Saarlandes und ist eine bedeutende Pilgerkirche. Die letzte große Wallfahrt mit der Zurschaustellung der Gebeine des heiligen Wendelin fand im Oktober 2017 zum 1400. Todesjahr des heiligen Wendelin (gest. 617 n. Chr.) statt.
Als Vorgängerkirche wurde im 9. oder frühen 10. Jahrhundert eine Kirche am Standort der heutigen Basilika errichtet, in die im Laufe des 11. Jahrhunderts die Reliquien des heiligen Wendelin gebracht wurden. 1338 wird erstmals neben der Kirche ein Pfarrhof erwähnt.
Allgemein wird die Wendalinusbasilika als Dom bezeichnet. So gibt es in unmittelbarer Nähe das Parkhaus am Dom und die Dom-Galerie.

## Baugeschichte
Man geht davon aus, dass der Bau der Kirche durch den Trierer Kurfürsten Balduin von Luxemburg initiiert wurde (er war seit 1328 weltlicher Herr der Stadt St. Wendel), Belege gibt es dafür nicht. Nach Brower soll sein Nachfolger, Bischof Boemund, mit den St. Wendeler Bürgern die Kirche gebaut haben, die dann 1360 eingeweiht wurde (Brower unterscheidet nicht zwischen Chor und Kirche, das Datum „Pfingsten“ ist eine moderne Beifügung). Dendrochronologischen Proben zufolge wurde das Dach des Chors nicht vor 1408 errichtet.
Nach dem Chor wurde das Mittelschiff in spätgotischer Bauweise errichtet. Es erhielt schlanke Säulen, und in großer Höhe spannt sich ein Netzgewölbe über dem Langhaus. 1462 war der Bau mit Fertigstellung des Schiffs beendet; jüngste (2011) dendrochronologische Proben ergeben eine Fällzeit des verwendeten Holzes im Jahre 1460.
Inwieweit das Westwerk bei den über hundertjährigen Umbau- und Neubaumaßnahmen verändert wurde, ist unbekannt. Der Turmunterbau ist quadratisch und stämmig und besitzt drei Türme: rechts und links die gotischen Seitentürme, dazwischen der 1753 mit einer barocken Welschen Haube gekrönte (meist Zwiebelturm genannte) Mittelturm. Er erreicht dort eine Höhe von 69 m. Die Dreiteiligkeit der gotischen Turmfront der Wendelskirche weist architektonische Parallelen zur heute zerstörten Turmfront der St. Nikolaikirche in Zerbst/Anhalt sowie der Severikirche in Erfurt auf.
Die Wendalinusbasilika ist 52 m lang, das Mittelschiff 17 m hoch.

## Ausstattung und Bedeutung
Die Kanzel wurde 1462 vermutlich von Nikolaus von Kues gestiftet, zu dessen Pfründen Sankt Wendel gehörte. Sie trägt sein Wappen und gilt als die zweitälteste Steinkanzel Deutschlands. Als bedeutendstes Kunstwerk der Kirche gilt das Heilige Grab an der Nordostecke des Chores, eine Gruppe von acht Tonfiguren, die um 1480 geschaffen wurden. Unter kunsthistorischen Aspekten weist die Grablegungsgruppe spätgotische Elemente, aber auch Stilmittel der Renaissance auf.

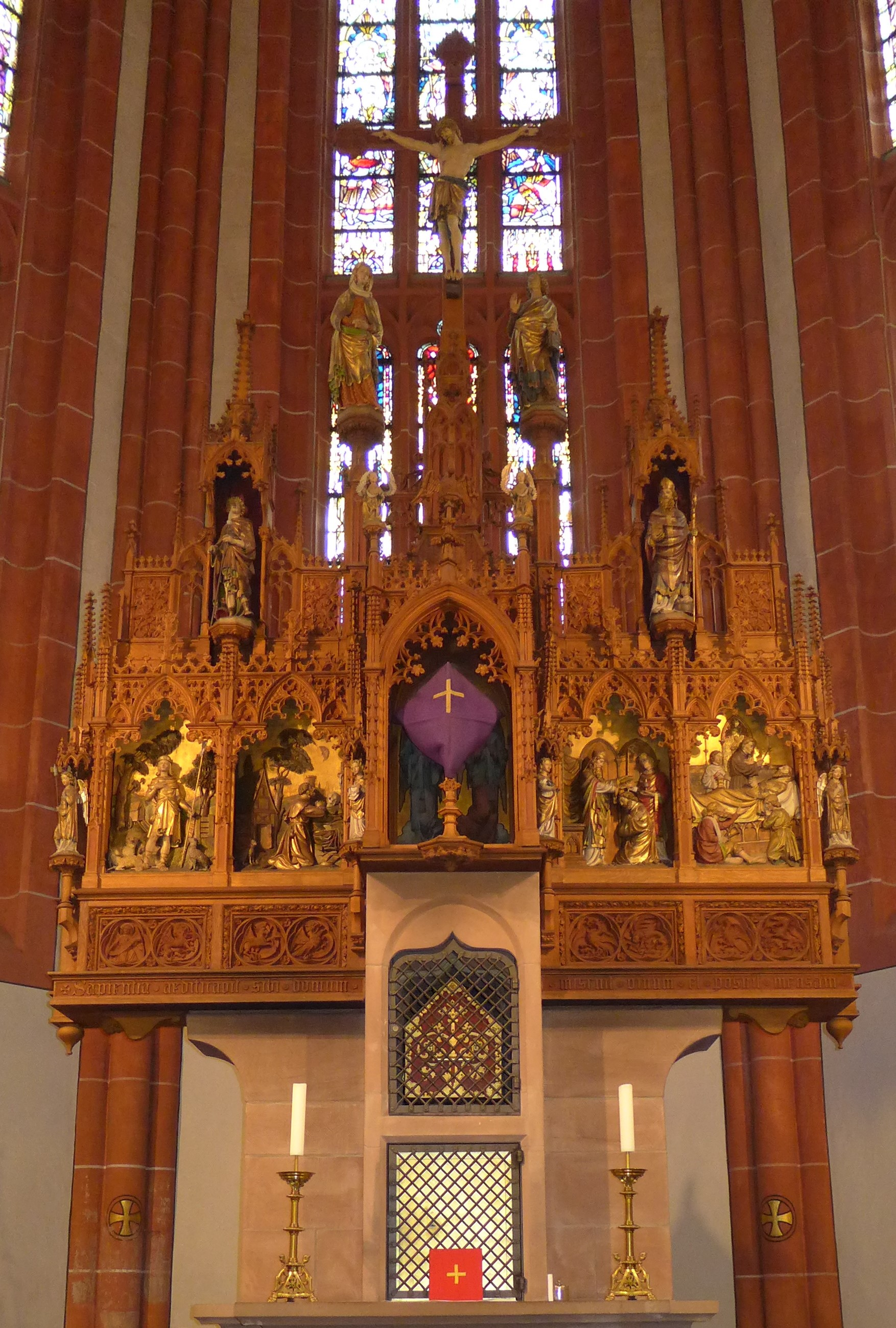
Wendalinusbasilika, Hochaltar mit Reliquiennische über dem Tabernakel

Das Hochgrab, das die Lade mit den Gebeinen des heiligen Wendelin enthält, wurde um das Jahr 1500 geschaffen und befindet sich hinter dem Retabel des Hochaltars. Dieser wurde im Jahr 1896 bei der Kunstschreinerei Brodmüller aus Aachen in Auftrag gegeben und von dem Aachener Bildhauer Lambert Piedboeuf ausgeführt. Über dem Tabernakel befindet sich eine vergitterte Öffnung, durch die die Reliquienlade in das hinter dem Altar befindliche Hochgrab geschoben werden kann. Die ungewöhnliche Anordnung ermöglicht es den Pilgern, bei Prozessionen das Grab zu unterqueren und so den Segen des heiligen Wendelin auf sich herabrufen zu können. Die beiden Reliefs links neben der Expositoriumsnische zeigen Wendelin als Hirten und als Einsiedler. Die beiden Reliefs rechts der Nische thematisieren Wendelins legendäre Wahl und Weihe zum Abt von Tholey sowie seinen Tod. Vier Engelsskulpturen, die seitlich der Relieftafeln aufgestellt sind, halten die Leidenswerkzeuge Jesu empor (von links nach rechts: Lanze mit Schwamm, Schweißtuch, Dornenkrone und Kreuzigungsnägel, Kreuz). Oberhalb der Relieftafeln mit dem Leben des heiligen Wendelin befinden sich Skulpturen des heiligen Nikolaus von Myra (rechts) und des heiligen Sebastian (links). Zu den Füßen des heiligen Nikolaus hat der Bildschnitzer einen Jüngling im Salzfass angeordnet. Sebastian ist als römischer Offizier dargestellt.
Unter den Relieftafeln zur Wendelin-Vita sind vom Bildschnitzer acht Reliefmedaillons angebracht. Links sieht man die Symbole der vier Evangelisten (von links nach rechts: Den Menschen für Matthäus, den Löwen für Markus, den Stier für Lukas, den Adler für Johannes). Die vier Evangelisten Matthäus, Markus, Lukas und Johannes sind hier als Zeugnisgeber der Menschwerdung sowie des Lebens, des Sterbens und der Auferstehung Jesu zu sehen. Auf der rechten Seite zeigen die Medaillons Symbole der Menschwerdung Jesu und seiner Auferstehung von den Toten. Von links nach rechts sieht man einen Phoenix, der sich verbrennt und aus den Flammen wieder erhebt, ein Löwenmännchen, der seine totgeborenen Jungen am dritten Tag nach der Geburt durch Lecken zum Leben erweckt, eine Taube, die über einer angedeuteten Wasserfläche schwebt und ins Licht fliegt, sowie ein Einhorn als Symbol der Menschwerdung Gottes im Schoß der Jungfrau Maria. Über der Expositoriumsnische flankieren Engel mit weißen Tüchern in den Händen einen Pelikan, der sich mit dem Schnabel in die Brust sticht, um seine Jungen im Nest zu nähren. Nach dem Physiologus, einem frühchristlichen Tierkompendium, öffnet sich der Pelikan mit dem Schnabel die eigene Brust, lässt sein Blut auf seine toten Jungen tropfen und holt sie so wieder ins Leben zurück. Dies wurde allegorisch in Bezug zum Opfertod Jesu Christi gesetzt, wodurch der Pelikan zu einem in der christlichen Ikonographie häufig verwendeten Motiv wurde. Über der Pelikanskulpur erhebt sich eine Kreuzigungsgruppe. Links neben dem Kreuz steht Maria, die Mutter Jesu. Rechts befindet sich der Apostel Johannes.
Die Inschrift des neohochgotischen Altares lautet „Sapientia aedificavit sibi domum miscuit vinum et posuit mensam“. Die lateinische Inschrift ist ein verkürztes Zitat aus dem alttestamentlichen Buch der Sprichwörter (Spr 9,1–2 ) und bedeutet in deutscher Übersetzung: „Die Weisheit hat ihr Haus gebaut, ihren Wein gemischt und schon ihren Tisch gedeckt“.
In der Chormitte steht eine um das Jahr 1400 entstandene Tumba, die bei besonderen Anlässen als Schautisch für die Aufstellung der Lade mit den Gebeinen Wendelins dient (die Tumba stand bis 1803 in der Magdalenenkapelle und wurde erst nach deren Profanierung als Schulgebäude in die Basilika gebracht). Sie besitzt eine bronzene Deckplatte, die 1924 von dem Bildhauer Georg Busch geschaffen wurde. Dargestellt ist Wendelin, um dessen Kopf sich seine Schafe gruppieren. Auf den beiden Seitenteilen der Tumba sind sehr schön herausgearbeitete Apostelfiguren dargestellt.
Die Kirche erhielt 1612 eine neue Orgel, gebaut durch die Meister Niklas und Florence Houque aus Trier. 1672 erfolgte die Weihe von drei Glocken, dieses Geläut blieb bis 1794 bestehen. 1782 wurde von Friedrich Carl Stumm eine neue Orgel erbaut, 1934 fand die Einweihung der neuen Klais-Orgel statt. Das heutige Glockengeläut stammt aus dem Jahr 1951. Die Weihe der vier Glocken erfolgte 1954 durch Dechant Johannes Barth. Die Wendelinusglocke wiegt 2.880 kg, die Sebastianusglocke 1.650 kg, die Marienglocke 1.150 kg und die Josefglocke 850 kg.
Im linken Seitenschiff befindet sich ein barocker Seitenaltar mit Motiven aus dem Leben des heiligen Sebastian. Im rechten Seitenschiff findet man dessen Pendant, einen Seitenaltar aus derselben Zeitepoche, der der Mutter Jesu gewidmet ist. Neben dem Marienaltar ist eine im neugotischen Stil geschaffene, sehr schön herausgearbeitete Pietà platziert.
Mit der am 22. April 1960 ausgestellten littera apostolica »Decus eximium« wurde die Kirche durch Papst Johannes XXIII. zur Basilica minor erhoben. 1979 bis 1981 erfolgte eine Renovierung der Basilika.
Die Basilika ist Ausgangspunkt für einen 15 km langen, angelegten Pilgerweg zur Abtei Tholey, deren Abt Wendelin gewesen sein soll. In der Kirche findet jährlich im August und September die Reihe Orgelmusik am Abend statt.

Fotogalerie
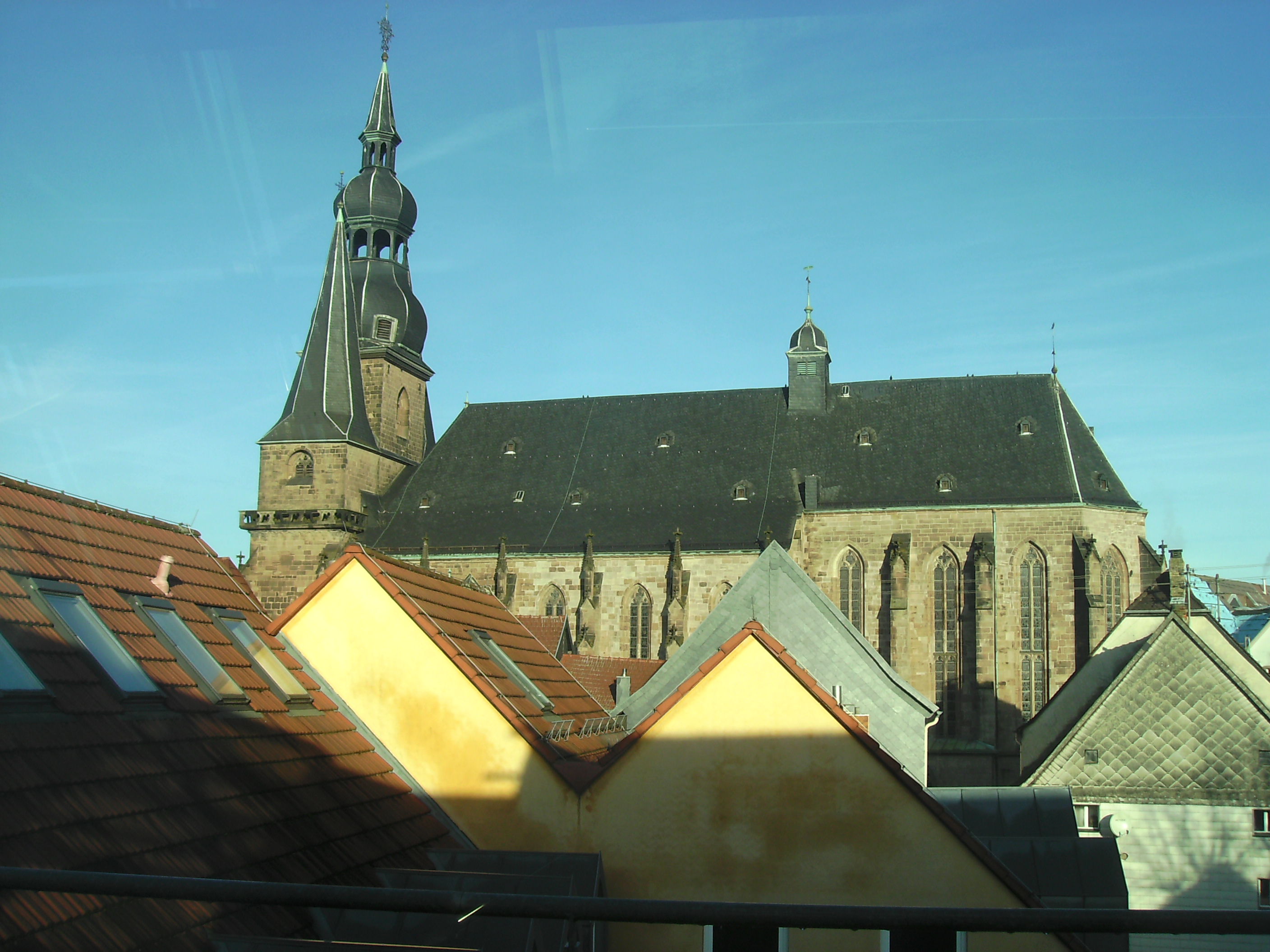
Wendalinusbasilika (Südansicht)
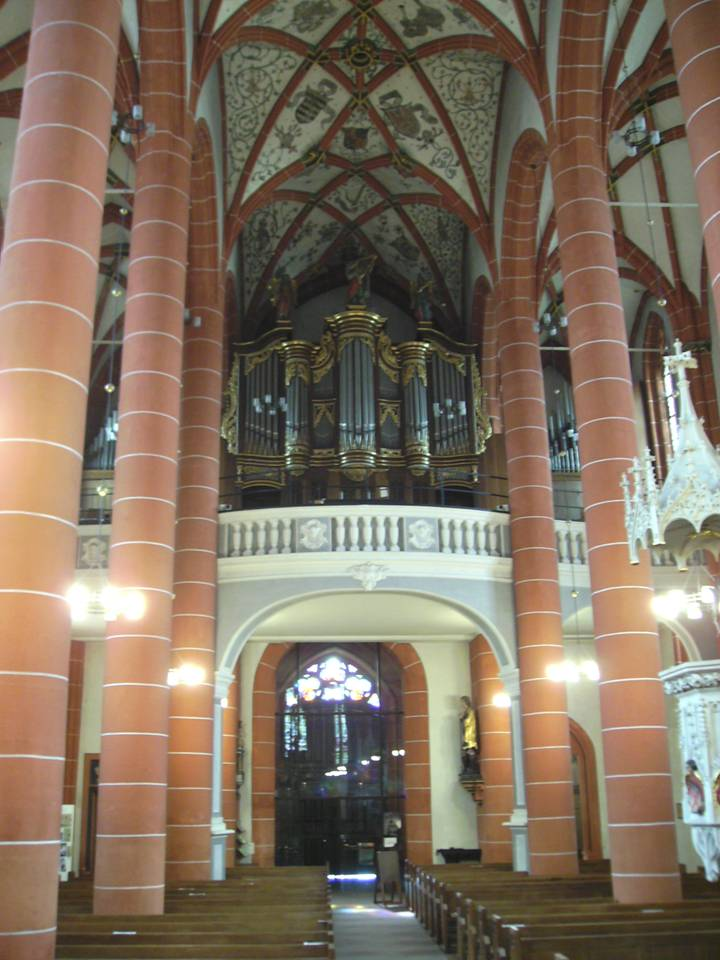
Klais-Orgel
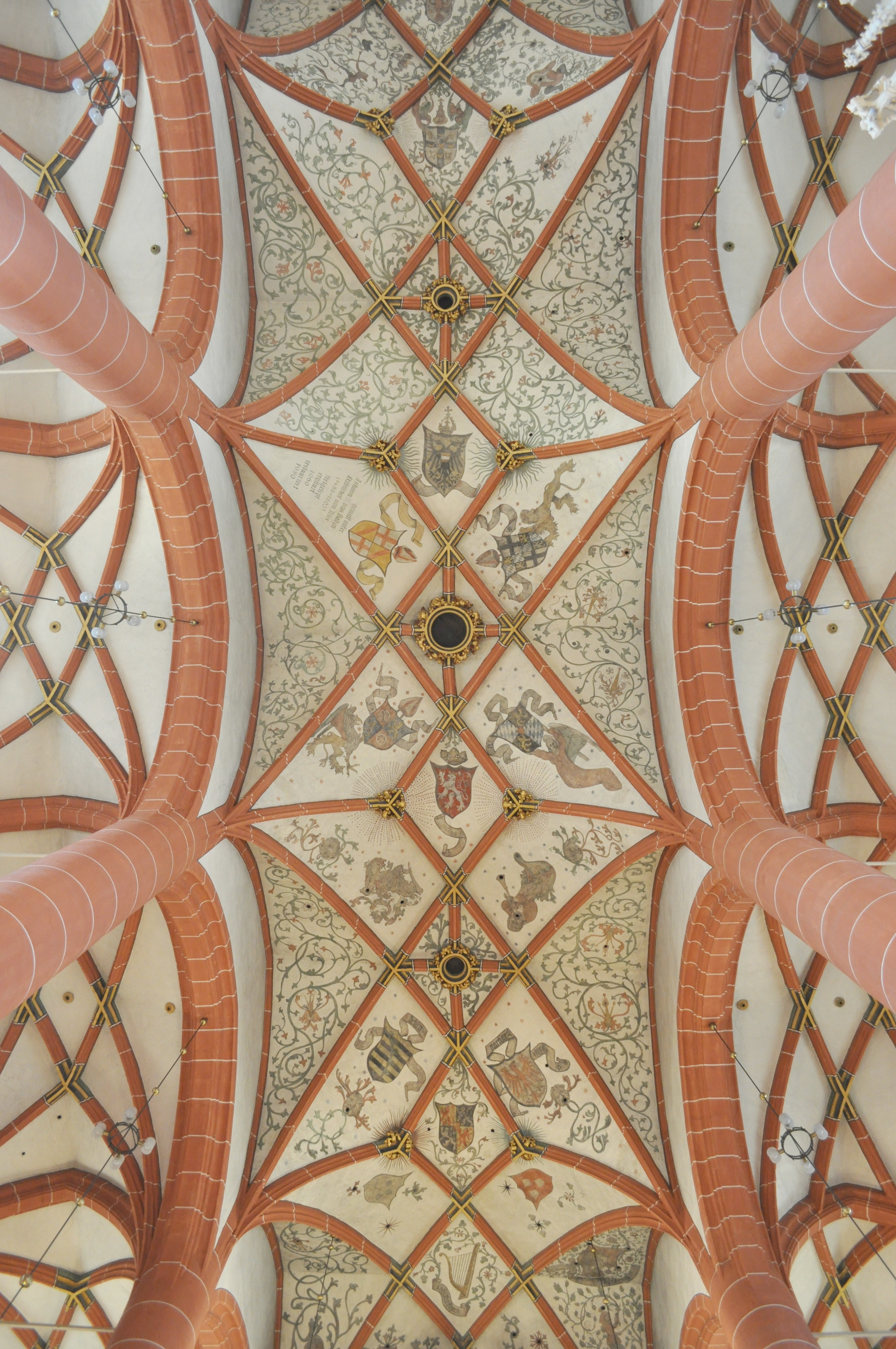
Wappenprozession
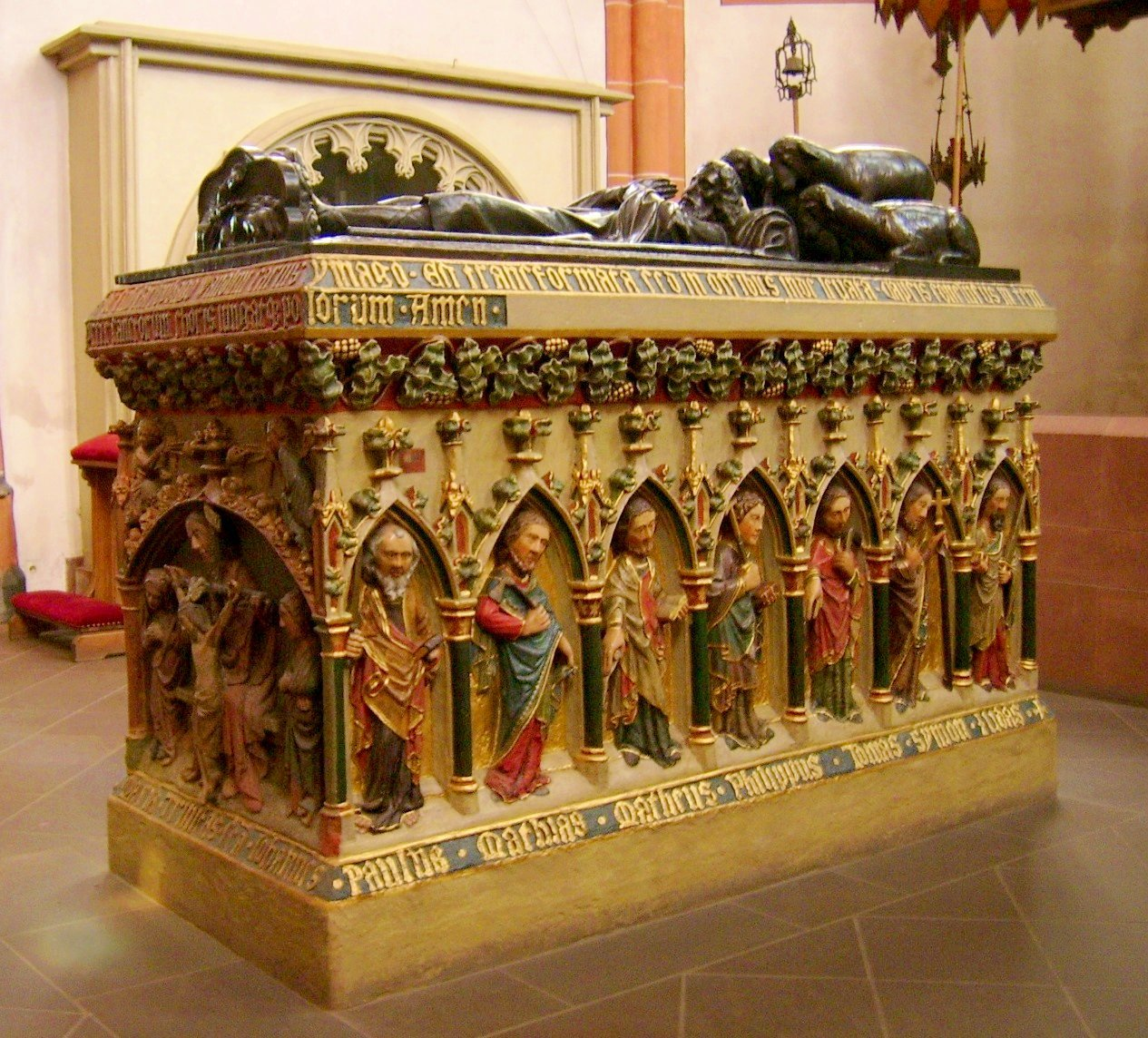
Grabtumba mit Deckplatte von Georg Busch
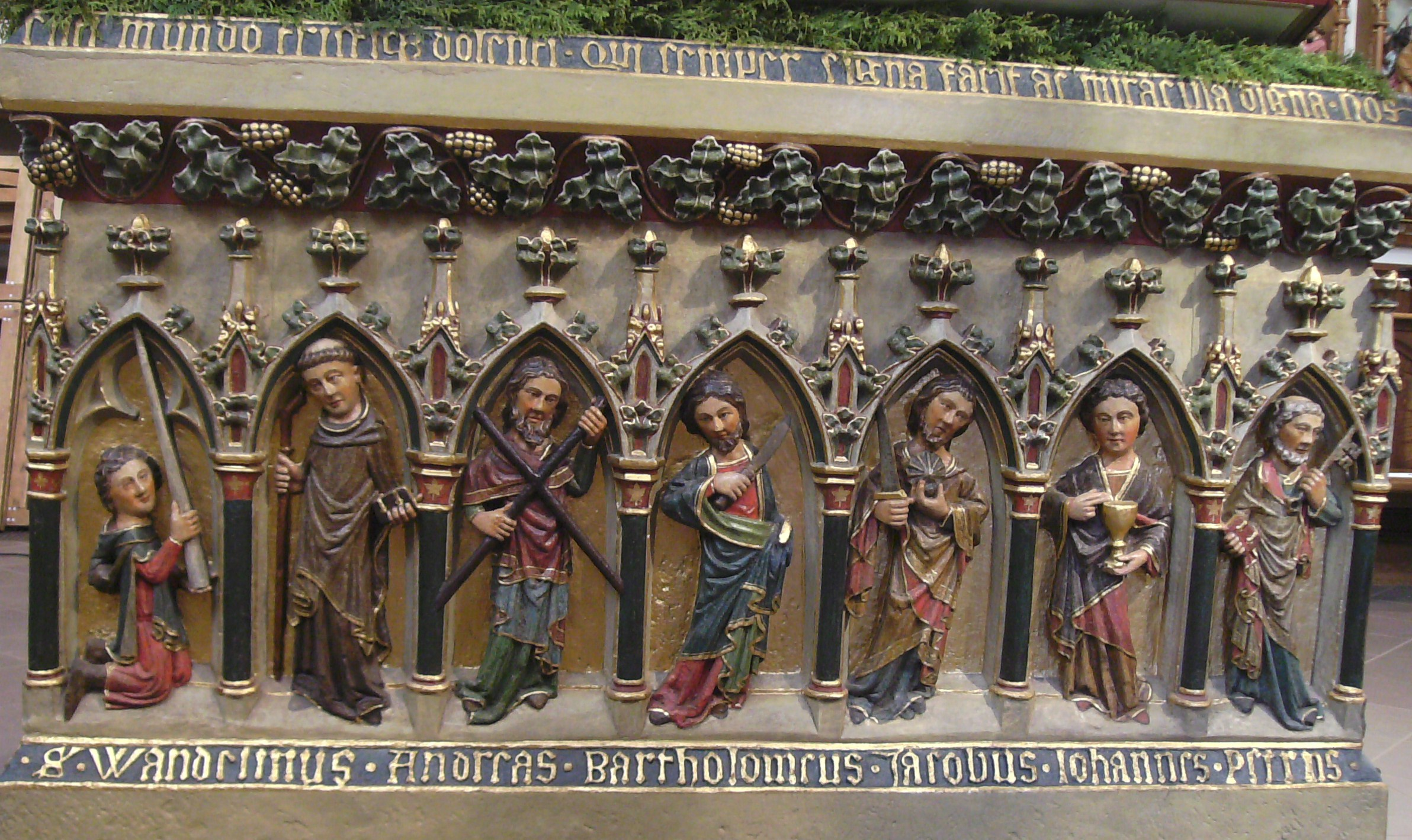
Apostelreihe (Tumba, linke Seite)
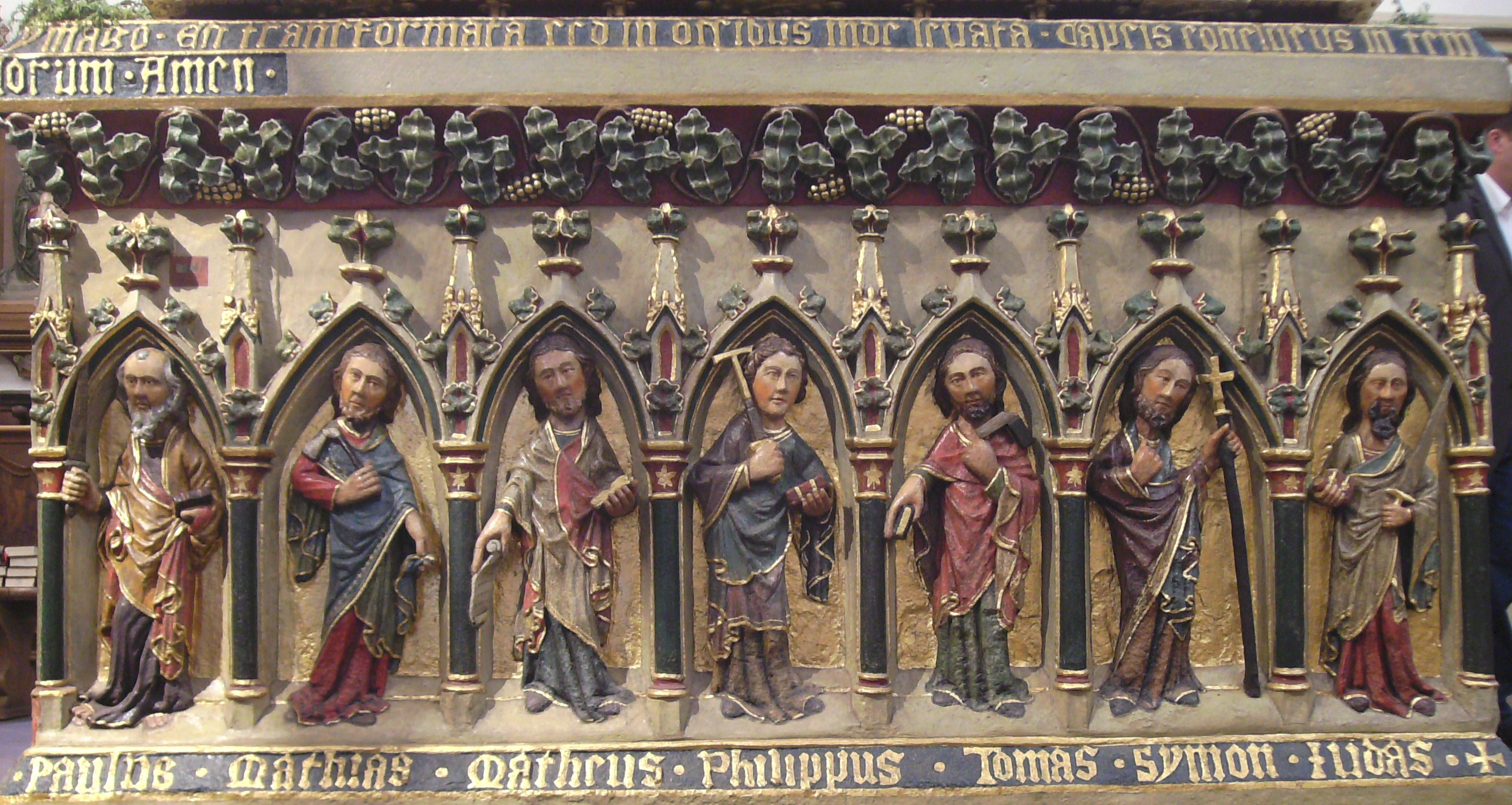
Apostelreihe (Tumba, rechte Seite)
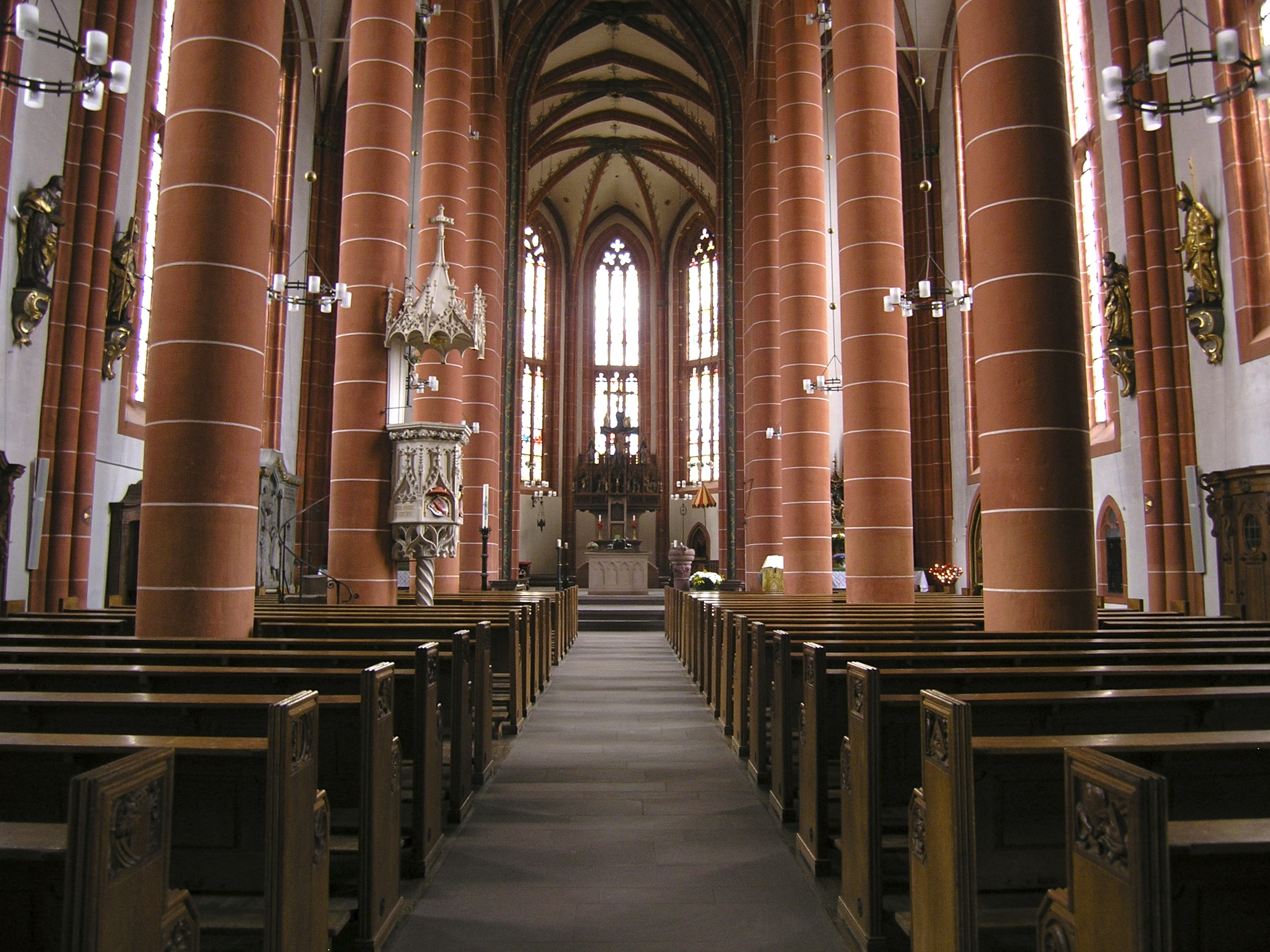
Innenansicht
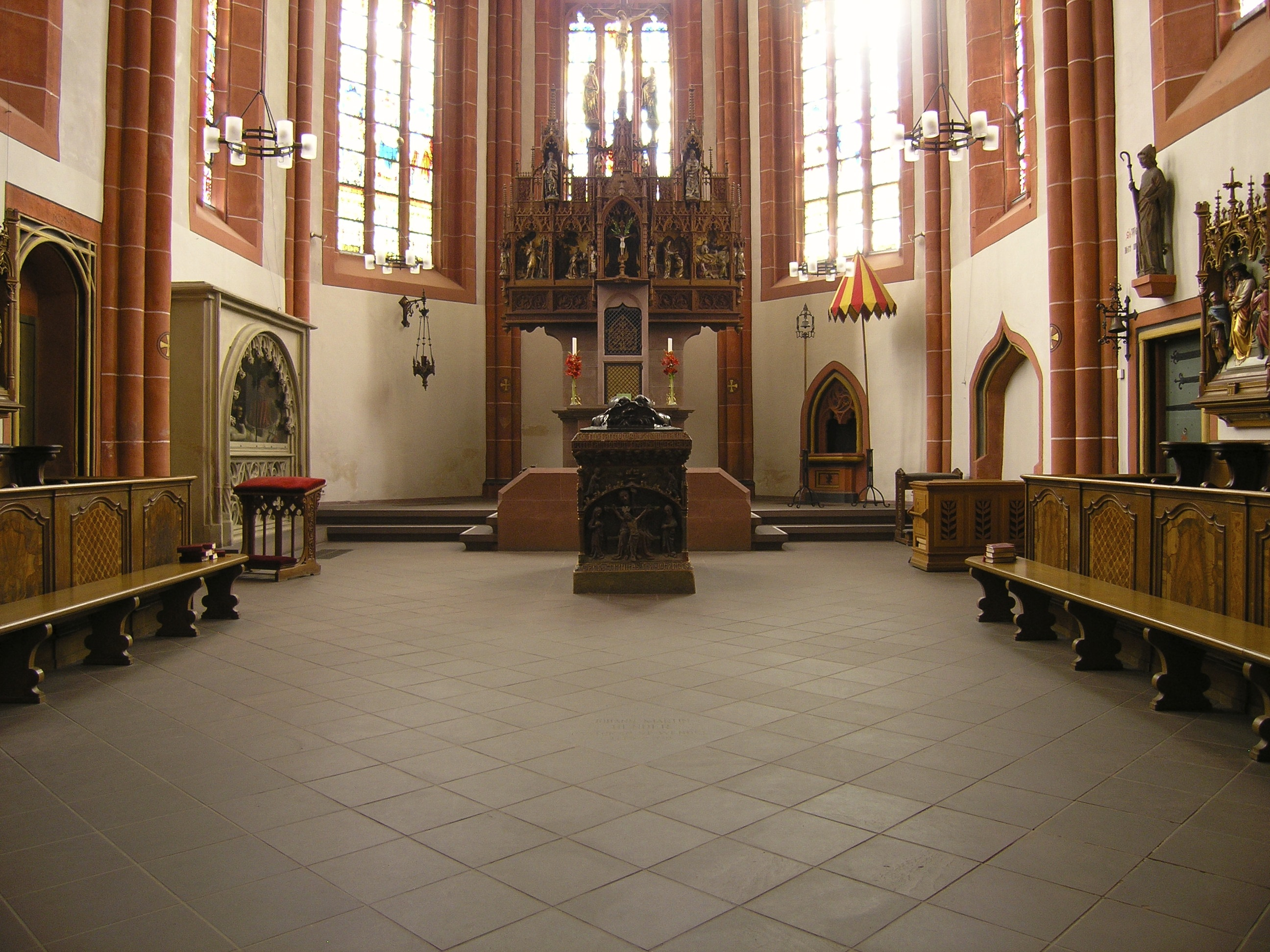
Blick in den Chorraum mit neugotischem Altar
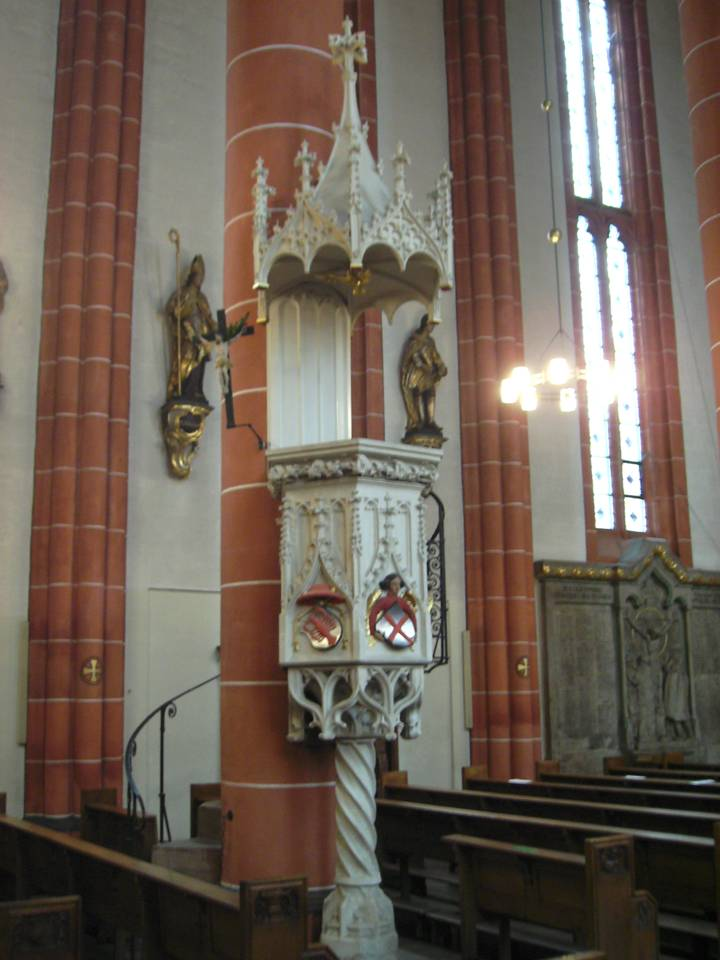
Kanzel (1462)
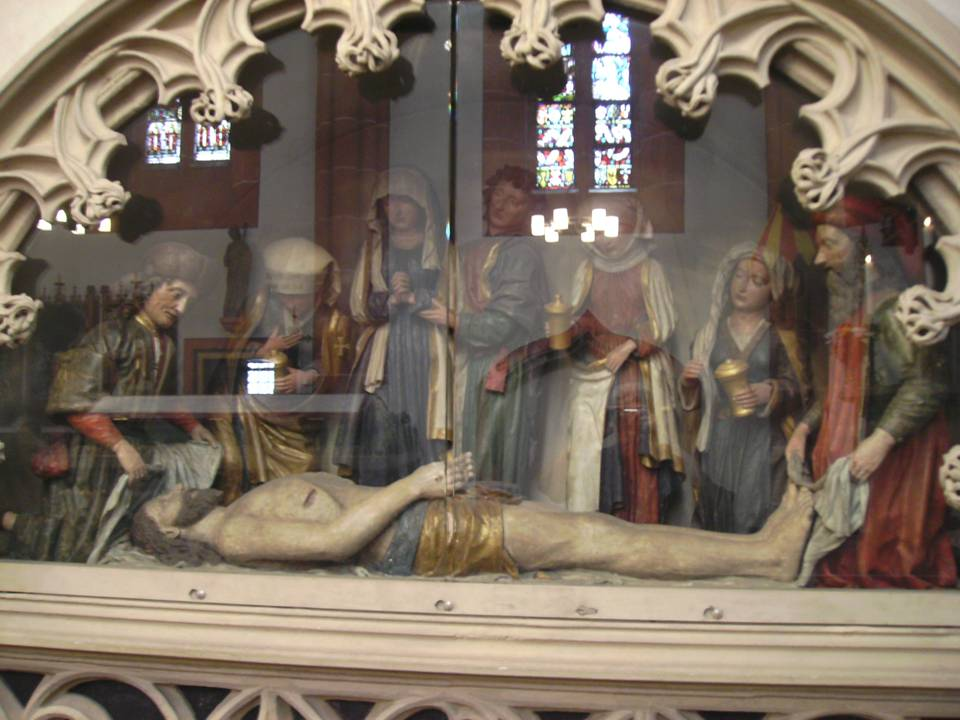
Grablegungsgruppe (um 1480)

## Orgeln

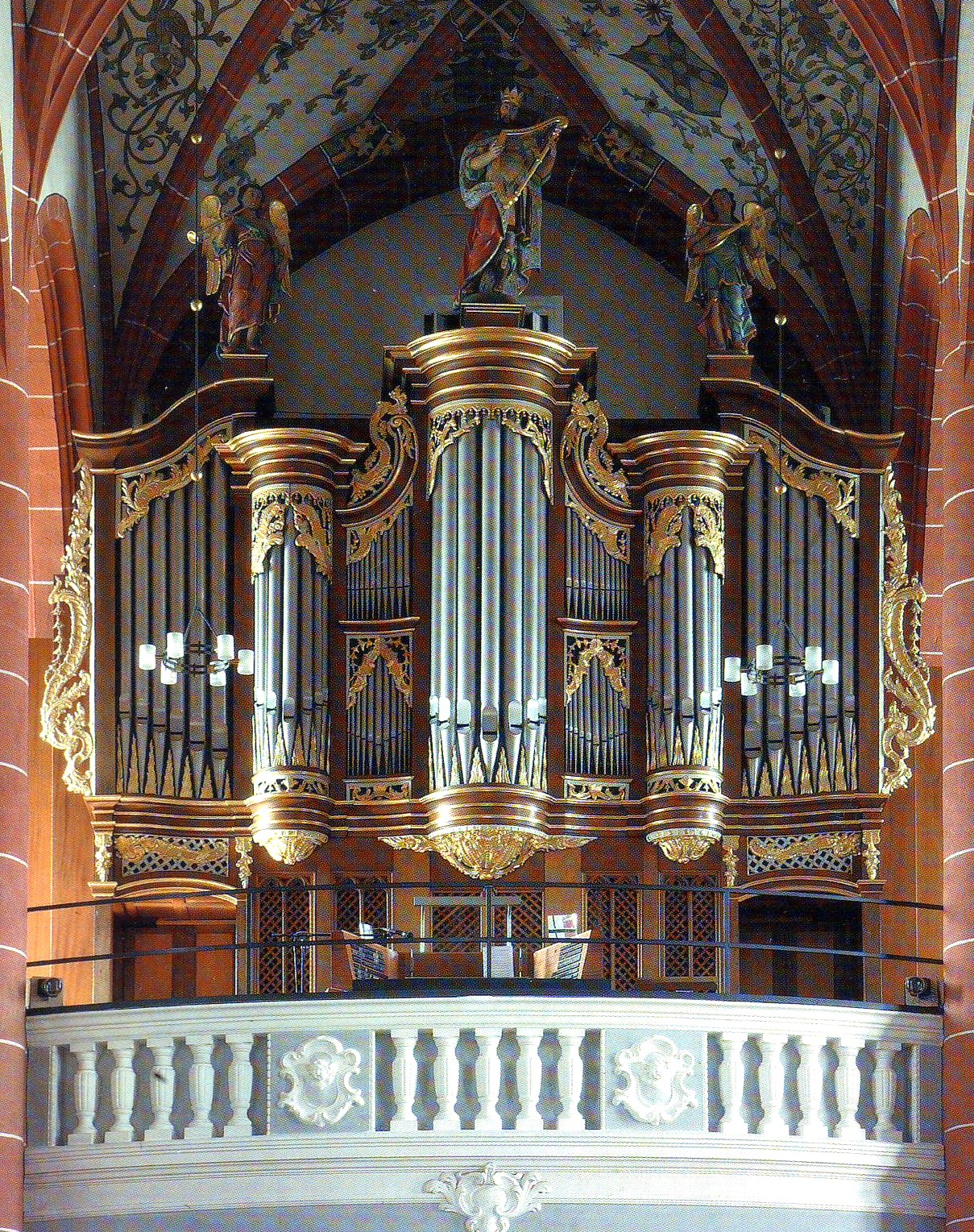
Klais-Orgel der Basilika (Zentraler Stumm-Prospekt)

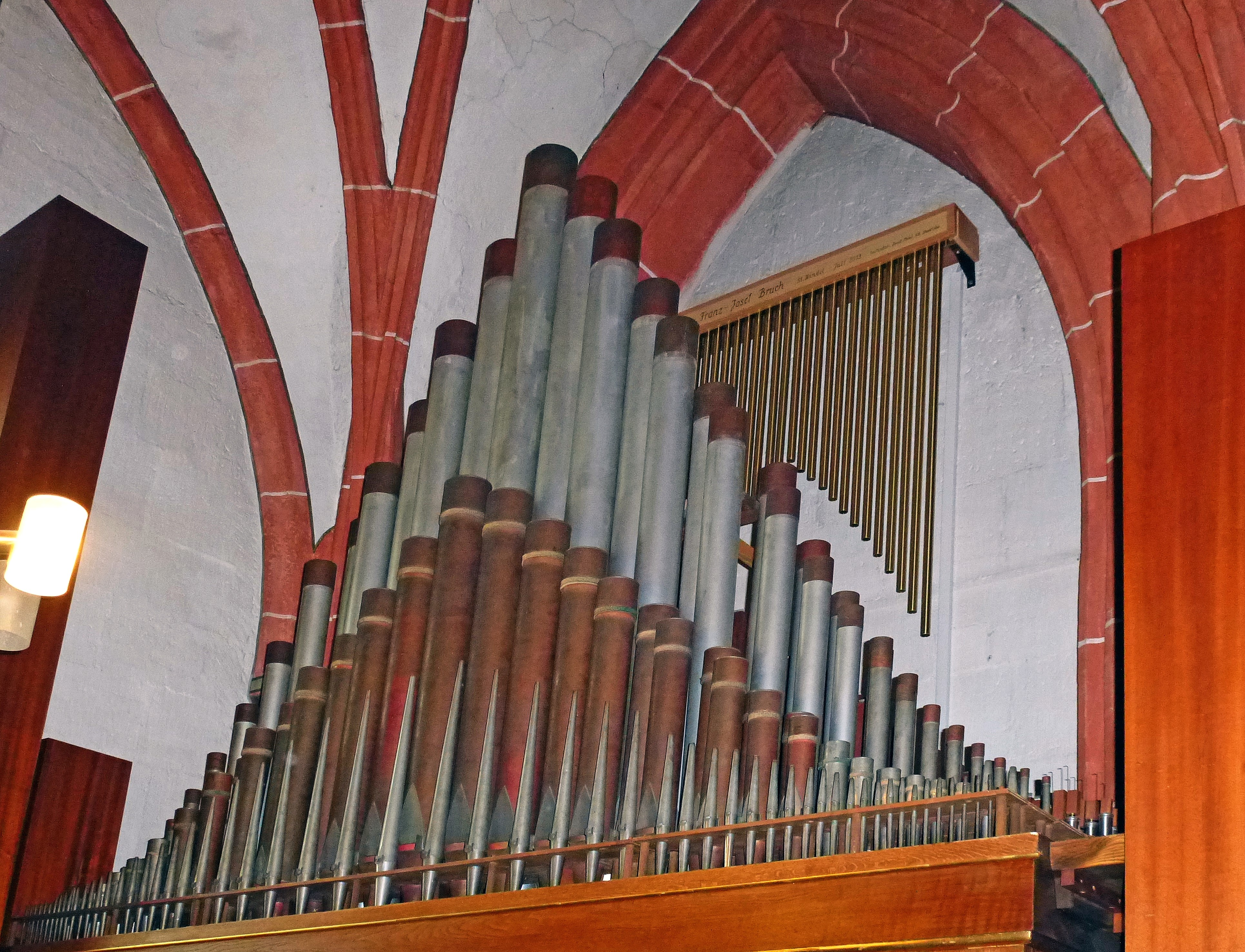
Linkes Seitenpositiv (II. Manual)

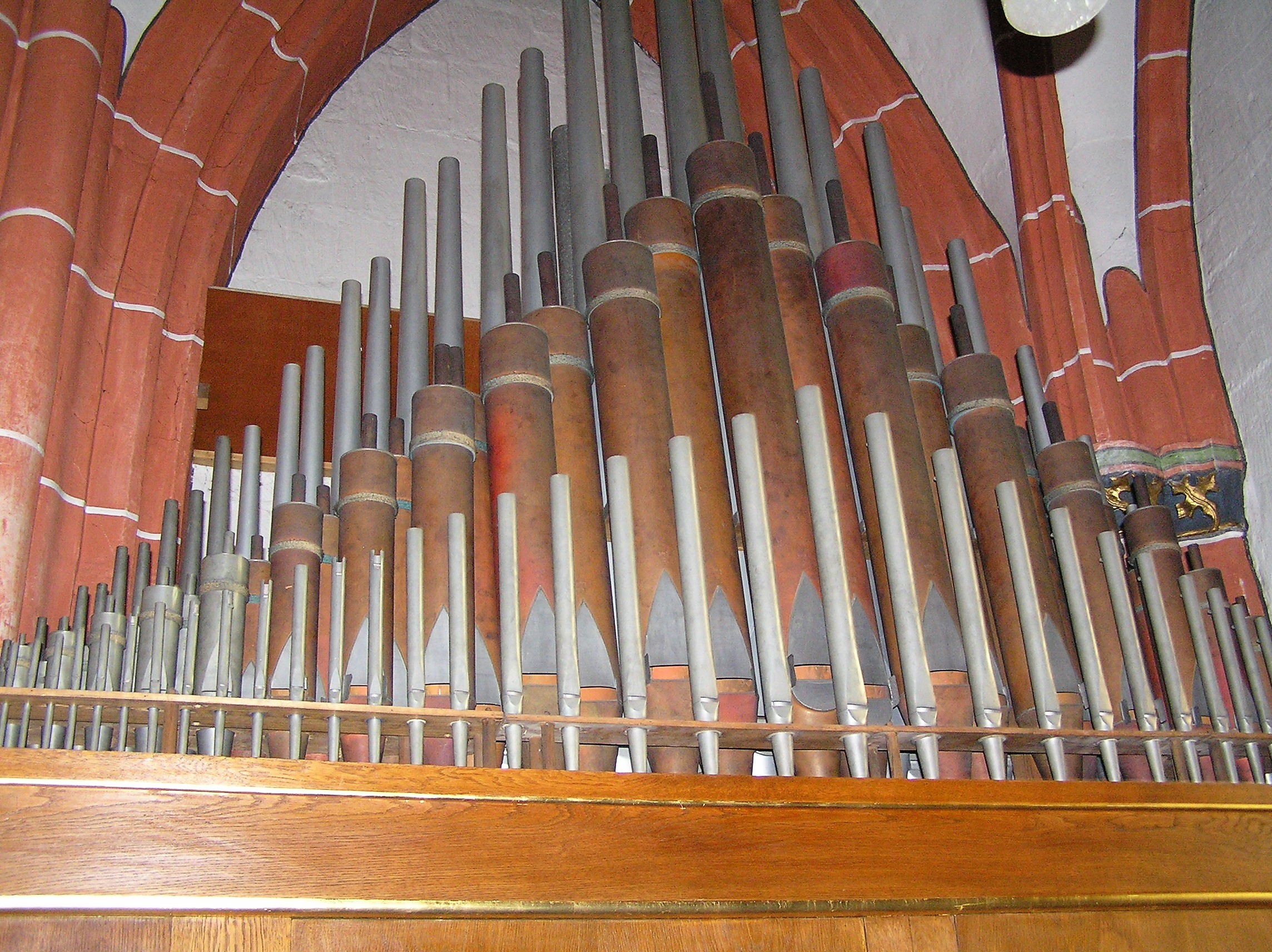
Rechtes Seitenpositiv (IV. Manual)

Die Orgel der Wendalinus-Basilika wurde 1933 bis 1934 von der Orgelbaufirma Klais (Bonn) hinter dem historischen Prospekt der Orgel von Friedrich Carl Stumm (Sulzbach) aus dem Jahr 1782 nachgebaut. Das Instrument verfügt über 46 Register, zusätzlich 8 extendierte und ein Register durch Windabschwächung im Pedal. Die Trakturen sind elektrisch. Das Röhrenglockenspiel, welches vom vierten Manual aus angesteuert werden kann, befindet sich im linken Seitenpositiv.
| I Hauptwerk C–g3 |             |        |
| 1.               | Principal   | 16′    |
| 2.               | Principal   | 08′    |
| 3.               | Holzflöte   | 08′    |
| 4.               | Salicional  | 08′    |
| 5.               | Praestant   | 04′    |
| 6.               | Rohrflöte   | 04′    |
| 7.               | Quinte      | 02 ⁄3′ |
| 8.               | Superoctav  | 02′    |
| 9.               | Mixtur IV–V | 01 ⁄3′ |
| 10.              | Bombarde    | 16′    |
| 11.              | Trompete    | 08′    |
| 12.              | Clairon     | 04′    |

| II Positiv I C–g3 |                    |        |
| 13.               | Diapason           | 8′     |
| 14.               | Nachthorngedackt 0 | 8′     |
| 15.               | Principal          | 4′     |
| 16.               | Singendgedackt     | 4′     |
| 17.               | Flageolett         | 2′     |
| 18.               | Terzian II         | 1 3⁄5′ |
| 19.               | Mixtur IV          | 2′     |
| 20.               | Klarinette         | 8′     |

| III Schwellwerk C–g3 |                   |       |
| 21.                  | Liebl. Gedackt    | 16′   |
| 22.                  | Geigenprincipal   | 08′   |
| 23.                  | Bordun            | 08′   |
| 24.                  | Zartgeige         | 08′   |
| 25.                  | Schwebung         | 08′   |
| 26.                  | Octave            | 04′   |
| 27.                  | Querflöte         | 04′   |
| 28.                  | Waldflöte         | 02′   |
| 29.                  | Progressio III-IV | 2 ⁄3′ |
| 30.                  | Trompette harm.   | 08′   |
| 31.                  | Oboe              | 08′   |
|                      | Tremulant         |       |

| IV Positiv II C–g3 |              |         |
| 32.                | Rohrflöte    | 08′     |
| 33.                | Gemshorn     | 08′     |
| 34.                | Principal    | 04′     |
| 35.                | Blockflöte   | 04′     |
| 36.                | Nasard       | 02 ⁄3′  |
| 37.                | Schwegel     | 02′     |
| 38.                | Piccolo      | 01′     |
| 39.                | Terz         | 01 3⁄5′ |
| 40.                | Cymbel III   | 01′     |
| 41.                | Dulcian      | 16′     |
| 42.                | Krummhorn    | 08′     |
|                    | Tremulant    |         |
|                    | Glockenspiel |         |

| Pedal C–f1 |                            |         |
|            | Untersatz (Ext. Nr. 44)    | 32′     |
| 43.        | Principalbass              | 16′     |
| 44.        | Subbass                    | 16′     |
|            | Zartbass                   | 16′     |
|            | Quinte (Ext. Nr. 44)       | 10 2⁄3′ |
|            | Octavbass (Ext. Nr. 43)    | 08′     |
|            | Bassflöte (Ext. Nr. 44)    | 08′     |
|            | Choralbass (Ext. Nr. 43)   | 04′     |
|            | Flachflöte (Ext. Nr. 44)   | 02′     |
| 45.        | Mixtur II-III              |         |
| 46.        | Posaune                    | 16′     |
|            | Basstrompete (Ext. Nr. 46) | 08′     |
|            | Schalmey (Ext. Nr. 46)     | 04′     |

- Koppeln: II/I, III/I, IV/I, IV/III, I/P, II/P, III/P, Sub- und Superoktavkoppeln
- Spielhilfen: 4000-fache Setzeranlage, feste Kombinationen (Pleno, Tutti), Absteller, Crescendowalze
- Anmerkungen:

1. ↑  Linkes Seitenwerk.
2. ↑  Rechtes Seitenwerk.
3. ↑  Röhrenglockenspiel.
4. ↑  Windabschwächung aus Nr. 44.

Seit 1994 befindet sich eine Truhenorgel der Firma Mühleisen (Leonberg) im Chor der Basilika. Das Instrument hat vier Register auf einem Manual (Bourdon 8', Rohrflöte 4', Principal 2', Quinte 1 1⁄3′).

## Glocken
Im Turm der Wendalinusbasilika hängt seit 1951 ein sechsstimmiges Bronzegeläut von der Glockengießerei Mabilon aus Saarburg. Die Glocken hängen in einem Stahlglockenstuhl.
| Nr. | Name        | Ø (cm) | Masse (kg) | Nominal | Inschrift |
| 1   | Wendelinus  | 164    | 2.800      | h0      |           |
| 2   | Sebastianus | 143    | 1.650      | d1      |           |
| 3   | Maria       | 126    | 1.150      | e1      |           |
| 4   | Josef       | 111    | 850        | fis1    |           |
| 5   |             | 93     | 500        | a1      |           |
| 6   |             | 83     | 340        | h1      |           |

## Chronologische Übersicht
- 617 Todesjahr von Wendelin (legendenhafte Überlieferung)
- 10. Jh. Entwicklung des Orts „Basonevillare“ (später: St. Wendel) mit Grabkapelle des Heiligen zum Wirtschaftszentrum einer Verduner Grundherrschaft. Gegen die im Jahre 1980 von Wolfgang Haubrichs vorgetragene These, St. Wendel sei im Jahr 950 der Ort eines Treffens zwischen dem deutschen König Otto I. und dem westfränkischen König Ludwig IV. gewesen,[6] wurden bald darauf begründete und bislang nicht ausgeräumte Vorbehalte angemeldet.[7]
- 1180 werden mit Lambertus und Cono erstmals „Priester von St. Wendel“ (presbiteri de S[ancto] Wandalino) genannt.[8]
- 1291 Urkundliche Bestätigung einer Pfarr- und Kapitelskirche St. Wendalinus
- 1328 Der Trierer Erzbischof Balduin von Luxemburg wird Landesherr von St. Wendel
- 1332 St. Wendel erhält von Kaiser Ludwig von Bayern das Stadtrecht. Baubeginn der neuen Wallfahrtskirche (der heutigen Basilika) an Stelle einer kleinen romanischen Vorgängerkirche
- 1360 Weihe des hochgotischen Ostchors durch Erzbischof Boemund von Saarbrücken
- 1400 Entstehungszeit der Westturmanlage sowie der Wendelinus-Tumba im Ostchor
- 1442/43 Nikolaus von Kues wird nach dem Tod des Weihbischofs de Monte Kommendatarpfarrer von St. Wendelin
- 1446 Nikolaus von Kues wird durch Urkunde einer päpstlichen Delegation zum Reichstag als Pfarrer von St. Wendel bestätigt und erhält besondere Absolutionsvollmachten.
- 1460 Vollendung des dreischiffigen gotischen Langhauses mit Netzgewölbe
- 1461 Die Pfarrei geht aus der geistlichen Zuständigkeit des Bischofs von Metz in die des Trierer Erzbischofs über
- 1462 Nikolaus von Kues stiftet seiner ehemaligen Pfarrkirche die Kanzel
- 1464 Deckenmalerei des Mittelschiffgewölbes (symbolische Darstellung des Zusammenwirkens geistlicher und weltlicher Amtsträger)
- 1465 Anbau der südlichen Vorhalle als Versammlungsraum für das bischöfliche Sendgericht und Bau des Hauptportals
- 1480 Stiftung des „Heiligen Grabes“ an der linken Chorwand
- 1506 Errichtung des Hochgrabes in der Chorapsis als Geschenk des Erzbischofs Jakob II. von Baden
- 1512 Kaiser Maximilian I. (genannt Der letzte Ritter) besucht die Grabeskirche von St. Wendelin
- 1753 Erneuerung des mittleren Turmhelms als barocker Zwiebelaufsatz
- 1781 Aufbau der Orgelbühne und der Barockorgel. Die St. Wendeler Zünfte stellen Figuren ihrer Patrone an den Wänden der Seitenschiffe auf
- 1894–1899 Einbau der Chorfenster
- 1934 Einbau einer neuen Klais-Orgel (56 klingende Register)
- 1960 Erhebung der Kirche zur Basilica minor durch Papst Johannes XXIII.